# Magnanville
Magnanville – miejscowość i gmina we Francji, w regionie Île-de-France, w departamencie Yvelines.
Według danych na rok 1990 gminę zamieszkiwało 6265 osób, a gęstość zaludnienia wynosiła 1471 osób/km² (wśród 1287 gmin regionu Île-de-France Magnanville plasuje się na 291. miejscu pod względem liczby ludności, natomiast pod względem powierzchni na miejscu 733.).